# Because of Love
"Because of Love" é uma canção da cantora americana Janet Jackson seu quinto álbum de estúdio, janet. (1993). Lançado como o quarto single do álbum em Janeiro de 1994, a faixa é uma canção de amor escrita e produzida por Jackson, James Harris III e Terry Lewis. Um remix da canção, o Frankie & David Tratar Mix, aparece na compilação remix segundo Jackson, Janet. Remixed.

## Videoclipe
O videoclipe, dirigido por Beth McCarthy, é composto por imagens de Janet e seus dançarinos na janet. Tour em Hartford Connecticut, Londres, Leipzig, Saxónia, da cidade de Nova York, Paris e Sydney. Posteriormente, foi incluído na edição de 2001 repackaged's All for You, bem como o DVD 2004 de Janet. a Jo Damita: The Videos.

## Charts
| Chart (1994)                    | Posição |
| ------------------------------- | ------- |
| Australian Singles Chart        | 25      |
| Dutch Single Top 100            | 39      |
| German Singles Chart            | 72      |
| New Zealand Singles Chart       | 23      |
| UK Singles Chart                | 19      |
| Billboard Hot 100               | 10      |
| Billboard Hot R&B/Hip-Hop Songs | 9       |
| Billboard Hot Dance Club Play   | 4       |